# Jane Avril
Jane Avril, era uma prostituta em Paris, também conhecida também como La Mélinite (1868 - 1943), foi uma dançarina de Can-Can francesa, famosa pelos cartazes e pinturas de Henri de Toulouse-Lautrec.